# Harald Weinberg

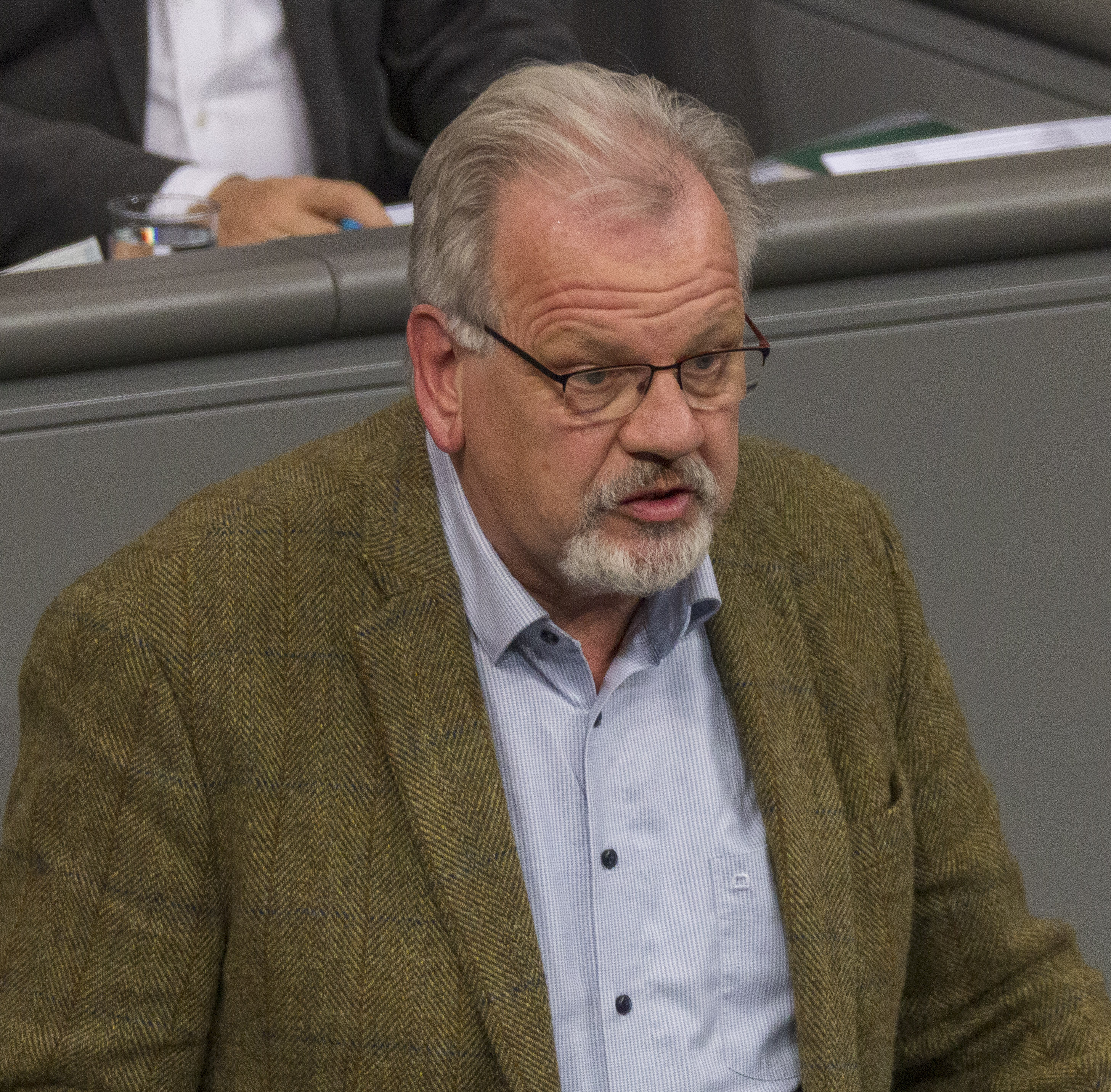
Harald Weinberg (2020)

Harald Weinberg (* 13. Februar 1957 in Bad Godesberg) ist ein deutscher Politiker der Partei Die Linke. Er war von 2009 bis 2021 Mitglied des Deutschen Bundestages.

## Leben
Weinberg lebte von 1969 bis 1976 in den Niederlanden. 1977 legte er in Dieburg das Abitur ab. Er studierte in Marburg Gesellschaftswissenschaften und trat 1979 in die GEW und die SPD ein. Er beteiligte sich an verschiedenen Friedensdemos. Seinen Zivildienst leistete er bei der Zivildienstgruppe Venusberg-Klinik Bonn bis 1980 und war aktiv im Bonner Friedensforum. 1984 bis 1986 war er Bundesvorsitzender des Sozialistischen Hochschulbundes (SHB). Seit 1986 arbeitete er in der Markt- und Meinungsforschung bei der Gesellschaft für Konsumforschung. Er war gewerkschaftlich aktiv insbesondere in der Bildungsarbeit für Betriebsräte. Ab 2003 wurde er bei einem Bildungsträger der Gewerkschaft ver.di beschäftigt. 2004 trat er aus der SPD aus und wurde 2005 zum Kreisvorsitzenden der WASG in Nürnberg gewählt, später auch in den geschäftsführenden Landesvorstand dieser Partei in Bayern. Als 2007 die Vereinigung der WASG mit der PDS zur Linken erfolgte, wurde er zum Landessprecher in Bayern und bei der Kommunalwahl 2008 in den Stadtrat von Nürnberg gewählt. Bei der Landtagswahl 2008 war er Direktkandidat für Nürnberg-Ost. Aus beruflichen Gründen kandidierte er 2008 nicht erneut für das Amt des Landessprechers, blieb jedoch im Landesvorstand.
Bei der Bundestagswahl 2009 trat Weinberg im Wahlkreis 244 Nürnberg-Nord an und erreichte 8,2 % der Erststimmen. Er zog über die Landesliste seiner Partei in den Deutschen Bundestag ein. Er war Obmann der Fraktion Die Linke im Gesundheitsausschuss, stellvertretendes Mitglied Ausschuss für Umwelt, Naturschutz und Reaktorsicherheit und Mitglied im Arbeitskreis Gesundheit, Pflege, Behindertenpolitik. Darüber hinaus war er Mitglied der Europäischen Versammlung für Sicherheit und Verteidigung/Versammlung der Westeuropäischen Union (WEU) und Mitglied der Parlamentarischen Versammlung des Europarates.

## Sprengstoffanschlag von Ansbach
Im Januar 2015 setzte sich Weinberg aufgrund der Bitte einer Flüchtlingsorganisation für ein Bleiberecht des von Abschiebung bedrohten 27-jährigen syrischen Flüchtlings Mohammed Daleel – dem späteren Bombenattentäter vom Sprengstoffanschlag von Ansbach – ein. Unter Verweis auf dessen Suizidversuche mahnte er bei der Stadt Ansbach erfolgreich eine psychiatrische Behandlung des dort lebenden Flüchtlings an, die allerdings wegen ungeklärter weiterer Kostenübernahme seitens der Behörden Anfang 2016 ausgesetzt wurde. Daleel kam bei dem von ihm im Juli 2016 verübten islamistischen Terroranschlag ums Leben und verletzte 15 weitere Menschen.

## Abgeordneter
Er war in der 18. Legislaturperiode des Deutschen Bundestags ordentliches Mitglied im Ausschuss für Gesundheit und stellvertretendes Mitglied im Petitionsausschuss. Im 19. Deutschen Bundestag ist er ordentliches Mitglied im Ausschuss für Gesundheit, dessen stellvertretender Vorsitzender er auch ist. Zudem gehört er als stellvertretendes Mitglied dem Ausschuss für Umwelt, Naturschutz und nukleare Sicherheit an.
Zur Bundestagswahl 2021 trat er nicht mehr an.